# أنتيريو
أنتيرريون (Αντίρριον) هي مدينة في أيتوليا كي أكارنانيا في مقاطعة كينتريكي إلادا في اليونان.
يبلغ عدد سكانها حوالي 1398 نسمة.